# Romejki (sielsowiet Grodzie)
Romejki (biał. Рамэйкі; ros. Ромейки) − chutor na Białorusi, w obwodzie grodzieńskim, w rejonie oszmiańskim, w sielsowiecie Grodzie.

## Historia
W czasach zaborów wieś w okręgu wiejskim Debesie, w gminie Polany, w powiecie oszmiańskim, w guberni wileńskiej Imperium Rosyjskiego. W 1866 roku liczyła 38 mieszkańców w 5 domach, należała do dóbr Daniusze, własność Lenkowskich. W 1905 roku wymieniono wieś i zaścianek. Wieś liczyła 32 mieszkańców, 32 dziesięciny; zaścianek liczył 7 mieszkańców, 20 dziesięcin, własność Szymkiewicza.
W latach 1921–1945 wieś leżała w Polsce, w województwie wileńskim, w powiecie oszmiańskim, w gminie Polany.
W 1931 w 11 domach zamieszkiwało 51 osób.
Wierni należeli do parafii rzymskokatolickiej w Gudogajach. Miejscowość podlegała pod Sąd Grodzki w Oszmianie i Okręgowy w Wilnie; właściwy urząd pocztowy mieścił się w Gudogajach.